# Ricasso

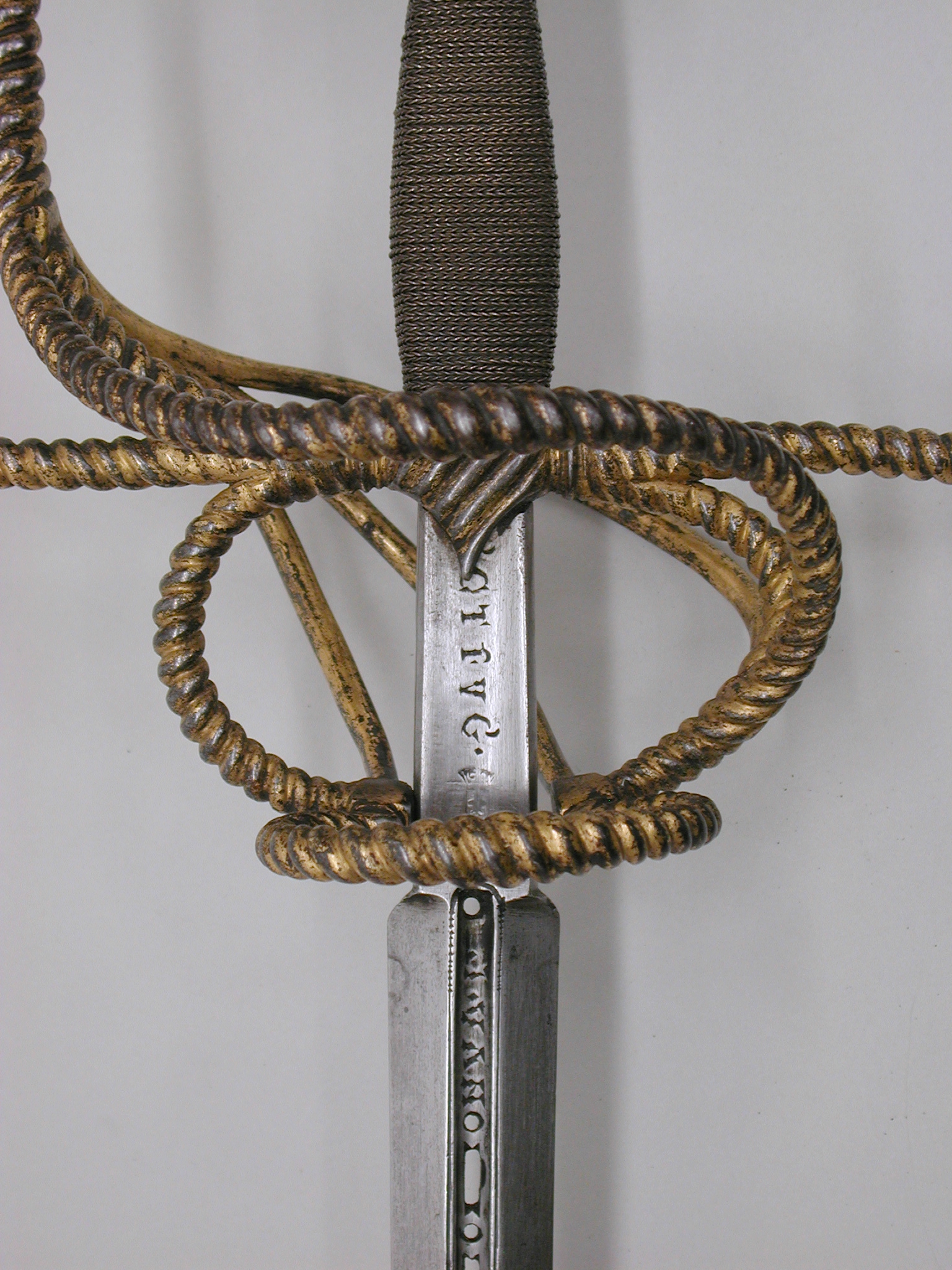
Ricasso na głowni rapiera, osłonięte poziomymi obłękami, tzw. „oślą podkową”

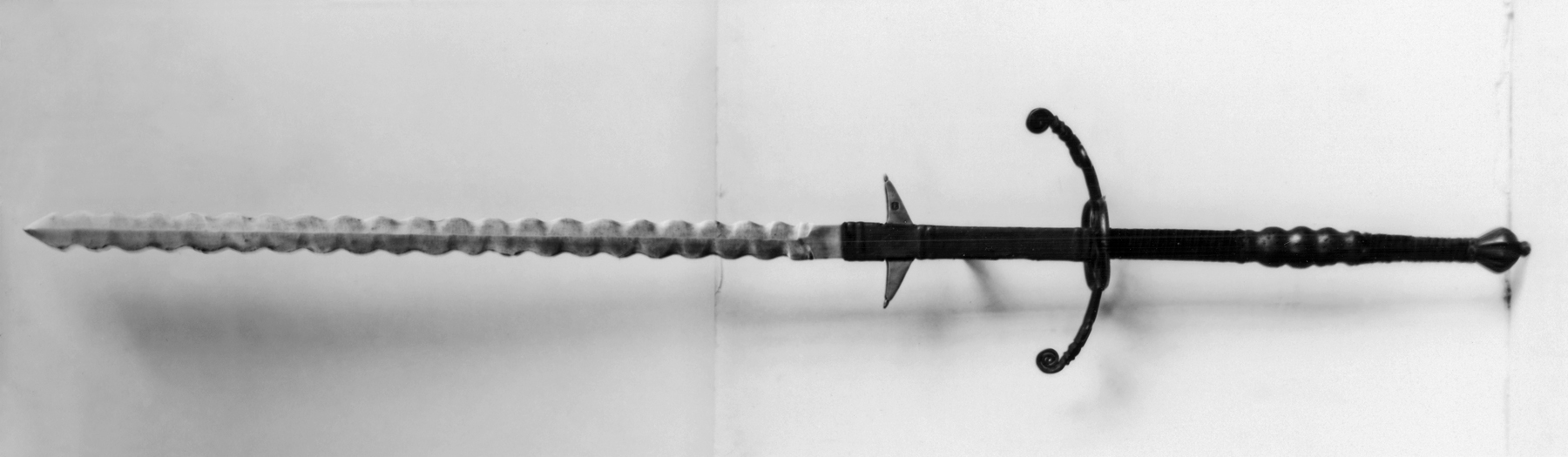
Ricasso osłonięte skórą widoczne na głowni miecza dwuręcznego. Przed ricassem występy osłaniające dłoń

Ricasso (także: podkrzyże) – tępy odcinek głowni broni białej znajdujący się przed rękojeścią bądź jelcem. Element charakterystyczny dla konstrukcji niektórych rapierów, szpad i mieczy dwuręcznych.
Umieszczony na początku zastawy niezaostrzony odcinek głowni tuż pod jelcem służył do jej uchwycenia dłonią lub palcami. W wypadku mieczy długich lub dwuręcznych chwyt za ricasso dawał możliwość walki na mniejszym dystansie, z wykorzystaniem „skróconej” w ten sposób głowni, przy zachowaniu siły ciosu pochodzącej z wykorzystania obu rąk.
Ricasso pojawia się w konstrukcji mieczy europejskich już w epoce żelaza, ale następnie zanika. Ponownie pojawia się w konstrukcji broni białej w XII–XIV w., by w wieku XV stać się już elementem stosowanym powszechnie. Długie ricasso, czasem pokryte skórą, było typowe dla wyspecjalizowanych mieczy dwuręcznych z XV–XVI w.; miecze te, w celu ochrony dłoni użytkownika miały często przed ricassem dwa występy na głowni, zwane po niemiecku parrierhaken („haki do parowania”). W rapierach palce na ricassie osłonięte były koszem, którego dno znajdowało się przed jelcem, lub specjalnymi, dodatkowymi obłękami, ustawionymi i połączonymi poziomo (tzw. ośla podkowa).